# Rajon Stara Wyschiwka
Der Rajon Stara Wyschiwka (ukrainisch Старовижівський район/Starowyschiwskyj rajon; russisch Старовыжевский район/Starowyschewski rajon) war ein Rajon in der Oblast Wolyn in der West-Ukraine. Zentrum des Rajons war die Siedlung städtischen Typs Stara Wyschiwka.

## Geographie
Der Rajon lag im Nordwesten der Oblast Wolyn und grenzte im Norden an den Rajon Ratne, im Osten an den Rajon Kamin-Kaschyrskyj, im Südosten an den Rajon Kowel, im Süden an den Rajon Turijsk, im Südwesten an den Rajon Ljuboml sowie im Nordwesten an den Rajon Schazk. Das ehemalige Rajonsgebiet wird den Flüssen Wyschiwka und Prypjat durchflossen, das Wolhynische Hochland prägt vor allem die südlichen Teile des Gebietes.

## Geschichte
Der Rajon entstand am 17. Januar 1940 nach der Besetzung Ostpolens durch die Sowjetunion als Rajon Wyschwa bzw. kurz danach als Rajon Sedlyschtsche, kam dann nach dem Beginn des Deutsch-Sowjetischen Krieges im Juni 1941 ins Reichskommissariat Ukraine in den Generalbezirk Brest-Litowsk/Wolhynien-Podolien, Kreisgebiet Kowel und nach der Rückeroberung 1944 wieder zur Sowjetunion in die Ukrainische SSR. 1946 wurde der Rajonssitz wieder nach Stara Wyschwika verlegt und der Name des Rajons angepasst, er bestand dann in kleinerer Form bis 1959, als ihm Teile  des Rajons Sabolottja und des Rajons Lukiw angeschlossen wurden, am 30. Dezember 1962 erfolgte dann die Auflösung des Rajons, seine Fläche wurde dem Rajon Kowel zugeschlagen. Dieser Zusammenschluss wurde allerdings am 8. Dezember 1966 wieder rückgängig gemacht, 1991 wurde der Rajon dann ein Teil der heutigen Ukraine.
Am 18. Juli 2020 kam es im Zuge einer großen Rajonsreform zum Anschluss des Rajonsgebietes an den Rajon Kowel.

## Administrative Gliederung
Auf kommunaler Ebene war der Rajon in 1 Siedlungsgemeinde, 7 Landratsgemeinden und 3 Landgemeinden unterteilt, denen jeweils einzelne Ortschaften untergeordnet waren.
Zum Verwaltungsgebiet gehörten:
- 1 Siedlung städtischen Typs
- 46 Dörfer

### Siedlung städtischen Typs
| Siedlungen städtischen Typs | Siedlungen städtischen Typs | Siedlungen städtischen Typs        | Siedlungen städtischen Typs |
| Name                        | Name                        | Name                               | Name                        |
| ukrainisch transkribiert    | ukrainisch                  | russisch                           | polnisch                    |
| --------------------------- | --------------------------- | ---------------------------------- | --------------------------- |
| Stara Wyschiwka             | Стара Вижівка               | Старая Выжевка (Staraja Wyschewka) | Wyżwa Stara                 |

### Dörfer
| Dörfer                   | Dörfer      | Dörfer                       | Dörfer              | Dörfer            |
| Name                     | Name        | Name                         | Name                | Gemeindezuordnung |
| ukrainisch transkribiert | ukrainisch  | russisch                     | polnisch            | Gemeindezuordnung |
| ------------------------ | ----------- | ---------------------------- | ------------------- | ----------------- |
| Borsowa                  | Борзова     | Борзовая (Borsowaja)         | Borzowa             | Stara Wyschiwka   |
| Bridky                   | Брідки      | Бродки (Brodki)              | Bródki              | Stara Wyschiwka   |
| Brunetiwka               | Брунетівка  | Брунетовка (Brunetowka)      | Brunetówka          | Stara Wyschiwka   |
| Buzyn                    | Буцинь      | Буцин (Buzin)                | Bucyń               | Buzyn             |
| Chotywel                 | Хотивель    | Хотивель (Chotiwel)          | Chociwl             | Stara Wyschiwka   |
| Dubetschne               | Дубечне     | Дубечно (Dubetschno)         | Dubeczno, Dubieczno | Dubetschne        |
| Halyna Wolja             | Галина Воля | Галина Воля (Galina Wolja)   | Halinowola          | Stara Wyschiwka   |
| Hluchy                   | Глухи       | Глухи (Gluchi)               | Głuchy              | Dubetschne        |
| Hrabowe                  | Грабове     | Грабово (Grabowo)            | Grabów              | Serechowytschi    |
| Jarewyschtsche           | Яревище     | Яревище (Jarewischtsche)     | Jarewiszcze         | Krymne            |
| Komarowe                 | Комарове    | Комарово (Komarowo)          | Komorowo            | Serechowytschi    |
| Krymne                   | Кримне      | Крымно (Krymno)              | Krymno              | Krymne            |
| Kukuriky                 | Кукуріки    | Кукурики (Kukuriki)          | Kukuryki            | Smidyn            |
| Lisnjaky                 | Лісняки     | Лесняки (Lesnjaki)           | Leśniaki            | Smidyn            |
| Ljubochyny               | Любохини    | Любохины (Ljubochiny)        | Lubochiny           | Ljubochyny        |
| Ljutka                   | Лютка       | Лютка                        | Lutka               | Dubetschne        |
| Melnyky                  | Мельники    | Мельники (Melniki)           | Mielniki            | Stara Wyschiwka   |
| Mokre                    | Мокре       | Мокрое (Mokroje)             | Mokre               | Dubetschne        |
| Mylzi                    | Мильці      | Мильцы (Milzy)               | Mielce              | Sokolyschtsche    |
| Mysowe                   | Мизове      | Мызово (Mysowo)              | Myzowo              | Stara Wyschiwka   |
| Nowa Wolja               | Нова Воля   | Новая Воля (Nowaja Wolja)    | Boża Wola           | Serechowytschi    |
| Nowa Wyschwa             | Нова Вижва  | Новая Выжва (Nowaja Wyschwa) | Wyżwa Nowa          | Stara Wyschiwka   |
| Nyzi                     | Ниці        | Ницы (Nizy)                  | Nieci               | Serechowytschi    |
| Paryduby                 | Паридуби    | Паридубы (Pariduby)          | Paryduby            | Smidyn            |
| Pidsyniwka               | Підсинівка  | Подсыновка (Podsynowka)      | Podsynówka          | Sokolyschtsche    |
| Poliske                  | Поліське    | Полесское (Polesskoje)       | Piaseczno           | Stara Wyschiwka   |
| Rokyta                   | Рокита      | Ракита (Rakita)              | Rokita              | Dubetschne        |
| Rudka                    | Рудка       | Рудка                        | Rudka               | Stara Wyschiwka   |
| Rudnja                   | Рудня       | Рудня                        | Rudnia              | Smidyn            |
| Saljuttja                | Залюття     | Залютье (Saljutje)           | Zalucie             | Dubetschne        |
| Schkroby                 | Шкроби      | Шкробы                       | Skroby              | Sokolyschtsche    |
| Schurawlyne              | Журавлине   | Журавлиное (Schurawlinoje)   | Szajno              | Schurawlyne       |
| Sedlyschtsche            | Седлище     | Седлище (Sedlischtsche)      | Siedliszcze         | Stara Wyschiwka   |
| Sekun                    | Секунь      | Секунь                       | Siekuń              | Sekun             |
| Serechowytschi           | Сереховичі  | Сереховичи (Serechowitschi)  | Serechowicze        | Serechowytschi    |
| Sjomaky                  | Сьомаки     | Сёмаки (Sjomaki)             | Siomaki             | Smidyn            |
| Smidyn                   | Смідин      | Смидин (Smidin)              | Smidyn              | Smidyn            |
| Smoljari                 | Смолярі     | Смоляры (Smoljary)           | Smolary             | Stara Wyschiwka   |
| Sokolyschtsche           | Соколище    | Соколище (Sokolischtsche)    | Sokoliszcze         | Sokolyschtsche    |
| Solowji                  | Солов'ї     | Соловьи                      | Sołowjewo           | Serechowytschi    |
| Stara Huta               | Стара Гута  | Старая Гута (Staraja Guta)   | Huta Stara          | Stara Huta        |
| Sukatschi                | Сукачі      | Сукачи (Sukatschi)           | Sukacze             | Stara Huta        |
| Synowe                   | Синове      | Сыново (Synowo)              | Synowo              | Serechowytschi    |
| Teklja                   | Текля       | Текля                        | Tekla               | Dubetschne        |
| Tscheremschanka          | Черемшанка  | Черемшанка                   | Czeremszanka        | Stara Wyschiwka   |
| Tschewel                 | Чевель      | Чевель                       | Czewel              | Stara Wyschiwka   |